# 市中心站 (柏林地铁)
市中心站（德語：U-Bahnhof Stadtmitte）是柏林地鐵的一個車站。市中心站位於柏林市中心，是柏林地鐵2號線和6號線的車站。市中心站的2号線月台開業於1908年10月1日，地铁6号線月台開業於1923年1月30日。1961年8月13日，由於柏林牆的修建，地铁6号線月台被關閉。1990年7月1日，月台重新開放。